# Kota Ezawa
Kota Ezawa (* 1969 in Köln) ist ein deutscher Computergrafiker, Multimedia-Künstler und avantgardistischer Filmemacher, der als Associate Professor für Medienkunst am California College of the Arts in San Francisco wirkt.

## Werdegang
Kota Ezawa, der Sohn von Kennosuke Ezawa, studierte 1990–1994 an der Kunstakademie Düsseldorf. Dort war er 1995 als Video- und Medienkünstler Meisterschüler  bei dem Südkoreaner Nam June Paik. Darauf studierte er in den USA Zeitgenössische Kunst: Das San Francisco Art Institute absolvierte er – ebenfalls 1995 – mit dem Bachelor of Fine Arts und die Stanford University 2003 mit dem Master of Fine Arts.
Seine Zeichnungen entstehen, ausgehend vom Foto, unter Anwendung von Vektorgrafik- und Bildbearbeitungs-Software.

## Präsentationen
Zeichnungen, Animationen und Installationen auf Ausstellungen und Filmtagen:
- 2001: San Francisco Arts Commission Gallery
- 2004: New Langton Arts in San Francisco
- 2005: Wadsworth Atheneum in Hartford (Connecticut)
- 2006: Museum of Modern Art auf Manhattan,  Artpace in San Antonio
- 2007: Hayward Gallery in London, Tate Gallery of Modern Art in London, Williams College Museum of Art in Williamstown (Massachusetts)
- 2008: Musée du Louvre in Paris
- 2009: Wexner Center for the Arts an der Ohio State University
- 2011: Madison Square Park auf Manhattan, Internationale Kurzfilmtage Oberhausen, Reading Experimental Film Festival in Reading
- 2012: Metropolitan Museum of Art in der Upper East Side Manhattans, Vancouver Art Gallery
- 2013: Albright-Knox Art Gallery in Buffalo, Hirshhorn Museum and Sculpture Garden in Washington, D.C., Yerba Buena Center for the Arts in San Francisco
- 2015: Chrysler Museum of Art in Norfolk (Virginia), Kunsthalle Bremen,  Galerie FeldbuschWiesner in Berlin
- 2016: Christopher Grimes Gallery in Santa Monica

## Buchveröffentlichungen
- zusammen mit Lars Bang Larsen und Chus Martínez: The History of Photography Remix. 60 Seiten. Nazraeli Press, El Paso de Robles 2006 ISBN 978-1590051788
- zusammen mit Kathy Slade: Odessa staircase redux. 160 Seiten. JRP Ringier, Zürich 2010, ISBN 978-3037640838
- zusammen mit Kevin Killian und Roger Rowley: Upstairs, downstairs. 20 Seiten. University of Idaho 2010 ISBN 978-0615404066

## Auszeichnungen, Preise und Stipendien
- 2001: Jack und Gertrude Murphy Stipendium der San Francisco Foundation
- 2003 Cold Spring Harbor: The Louis Comfort Tiffany Foundation Award
- 2005: Stipendiat an der Akademie Schloss Solitude
- 2006: SECA[A 2] Art Award des San Francisco Museum of Modern Art
- 2010: Eureka Fellowship der Fleishhacker Foundation[3] für Bildende Künstler
- 2011: Stipendiat am Headlands Center for the Arts in Marin Headlands
- 2013: Stipendiat am Goethe-Institut Villa Kamogawa in Kyōto[4]
- 2014: Lehrstuhl an der Lamar Dodd School of Art in Athens (Georgia)